# Mike Farmer
Mike Farmer, né le 26 septembre 1936, à Oklahoma City, en Oklahoma, est un ancien joueur et entraîneur américain de basket-ball. Il évolue au poste d'ailier.

## Palmarès
- Champion NCAA 1956
- Joueur de l'année de la West Coast Conference 1957, 1958